# Liste der Botschafter der Vereinigten Staaten auf den Seychellen
Der Botschafter der Vereinigten Staaten von Amerika auf den Seychellen ist der Botschafter der Vereinigten Staaten von Amerika auf den Seychellen. Von 1976 bis 1983 war der Botschafter in Kenia akkreditiert. Zwischen 1996 und 2006 war der Botschafter auch auf den Komoren akkreditiert, seit 1996 in Mauritius.

## Botschafter
| Amtszeit  | Name                     | Bemerkung                                                                                                   |
| --------- | ------------------------ | --- |
| 1976–1977 | Anthony Dryden Marshall  | Auch akkreditiert in Kenia, stationiert in Nairobi                                                          |
| 1977–1980 | Wilbert John LeMelle     | Auch akkreditiert in Kenia, stationiert in Nairobi                                                          |
| 1980–1983 | William Caldwell Harrop  | Auch akkreditiert in Kenia, stationiert in Nairobi                                                          |
| 1982–1985 | David Joseph Fischer     | |
| 1985–1987 | Irvin Hicks              | |
| 1987–1991 | James B. Moran           | |
| 1991–1992 | Richard W. Carlson       | |
| 1992–1993 | Mack F. Mattingly        | |
| 1993–1994 | F. Stephen Malott        | Chargé d’Affaires ad interim                                                                                |
| 1994–1995 | Carl Burton Stokes       | |
| 1995–1996 | Brent E. Blaschke        | Chargé d’Affaires ad interim                                                                                |
| 1996–1999 | Harold W. Geisel         | Auch akkreditiert auf den Komoren und in Mauritius, stationiert in Port Louis                               |
| 2000–2001 | Mark Wylea Erwin         | Auch akkreditiert auf den Komoren und in Mauritius, stationiert in Port Louis                               |
| 2002–2005 | John Price               | Auch akkreditiert auf den Komoren und in Mauritius, stationiert in Port Louis                               |
| 2005–2006 | Stephen Michael Schwartz | Chargé d’Affaires ad interim, auch akkreditiert auf den Komoren und in Mauritius, stationiert in Port Louis |
| 2006–2009 | Cesar Benito Cabrera     | Auch akkreditiert in Mauritius, stationiert in Port Louis                                                   |
| 2010–2011 | Mary Jo Wills            | Auch akkreditiert in Mauritius, stationiert in Port Louis                                                   |
| 2011–2012 | Troy D. Fitrell          | Chargé d’Affaires ad interim, auch akkreditiert in Mauritius, stationiert in Port Louis                     |
| 2012–2016 | Shari Villarosa          | Auch akkreditiert in Mauritius, stationiert in Port Louis                                                   |
| 2016–2018 | Melanie Zimmerman        | Chargé d’Affaires ad interim, auch akkreditiert in Mauritius, stationiert in Port Louis                     |
| 2018–2021 | David D. Reimer          | Auch akkreditiert in Mauritius, stationiert in Port Louis                                                   |
| 2022–     | Satrajit (Jitu) Sardar   | Chargé d’Affaires ad interim, auch akkreditiert in Mauritius, stationiert in Port Louis                     |